# Voleibol de praia nos Jogos Sul-Americanos da Juventude
O voleibol de praia faz parte do programa esportivo dos Jogos Sul-Americanos da Juventude desde a primeira edição do evento, realizada em 2013, no Peru. disputado a cada quatro

## Eventos
| Eventos   | 13 | 17 | 21 |
| --------- | -- | -- | -- |
| Masculino | •  | •  | •  |
| Feminino  | •  | •  | •  |